# Jean-Baptiste Riché
Jean-Baptiste Riché (* 1776, 1777 oder 1780 in Grande Rivière du Nord; † 27. Februar 1847 in Port-au-Prince) war ein haitianischer General und Politiker. Von 1846 bis zu seinem Tod amtierte er als Staatspräsident.

## Biografie

### Militärische Laufbahn
Bereits während des Unabhängigkeitskrieges von 1801 bis 1804 war Riché Soldat und zeichnete sich als solcher insbesondere in der Schlacht von Crête à Pierrot durch besondere Tapferkeit aus.
Nach der Unabhängigkeit Haitis wurde er während der Herrschaft des Präsidenten von Nord-Haiti, Henri Christophe, 1807 zum General und Stellvertretenden Oberkommandierenden der Armee ernannt. In dieser Funktion hatte er herausragenden Anteil am Ausgang der Schlacht von Siebert zwischen den Truppen von Christophe und dem Präsidenten von Süd-Haiti, Alexandre Sabès Pétion. Während der Belagerung von Port-au-Prince durch die Nordarmee Christophes 1811 war er einer ihrer bedeutendsten Generäle. Aufgrund seiner absoluten Loyalität zu Christophe war er in dessen späteren Herrschaftsjahren als König Heinrich I. von Nord-Haiti de facto Oberbefehlshaber der Nordarmee.
Nach dem Selbstmord Christophes am 8. Oktober 1820 verblieb er in den folgenden Jahrzehnten einer der einflussreichsten Generäle der nachfolgenden Regierungen von Jean-Pierre Boyer, Charles Riviere-Hérard, Philippe Guerrier sowie Jean-Louis Pierrot. Als Präsident Pierrot, ein Schwarzer, eine Reform der Regierung begann, kam es zu einem Aufstand der aus der Volksgruppe der Mulatten stammenden Anhänger des drei Jahre zuvor abgedankten Präsidenten Boyer.
Dieser Aufstand führte letztlich zum Sturz von Pierrot. Einer der Gründe dafür war ein geplanter Feldzug gegen die benachbarte Dominikanische Republik, die sich am 27. Februar 1844 von Haiti unabhängig erklärt hatte. Dieser Feldzug wurde jedoch von der Mehrheit der Haitianer abgelehnt. Zum anderen gab es auch Unruhe innerhalb der Streitkräfte, nachdem Pierrot mehrere Führer von Kleinbauern aus dem Département Sud in hohe militärische Stellungen berufen hatte. Dabei stieß insbesondere die Ernennung des aus Les Cayes stammenden Jean-Jacques Acaau zum Kommandeur der Armeeeinheiten im Arrondissement L'Anse-à-Veau auf massiven Widerstand.

### Präsident 1846 bis 1847
Am 1. März 1846 wurde Riché als dessen Nachfolger in Port-au-Prince zum Präsidenten von Haiti auf Lebenszeit ernannt. Am 24. März 1846 trat Pierrot endgültig als Präsident zurück, verließ das von ihm zur Hauptstadt der Republik proklamierte Cap-Haitien und ließ sich auf seiner Plantage Camp-Louise nieder.
Die Bevölkerung des Südens übte bald offene Kritik an Präsident Riché, der noch dazu „im Gegensatz zu seinen Vorgängern weniger an Politik als vielmehr an gesellschaftlichen Vergnügungen interessiert war“, insbesondere weil dieser 1844 noch gegen den Süden gekämpft hatte. General Jean-Jacques Acaau, der zum Führer der Opposition und erklärten Gegner von Riché wurde, wurde jedoch bald in der von ihm befehligten Festung L’Anse-à-Veau besiegt und erschoss sich am 12. März 1846, um einer Gefangennahme zu entgehen. Während weiterer Gefechte in den Monaten März bis Juni 1846 wurden die Anhänger von Acaau durch die Regierungstruppen endgültig besiegt.
Unmittelbar nach der Befriedung des Südens beendete Riché die 1844 eingeführten diktatorischen Machtbefugnisse. Der von Präsident Guerrier eingesetzte Staatsrat wurde in einen Senat umfunktioniert, der am 14. November 1846 die Verfassung von 1816 mit den meisten der 1843 eingeführten Verfassungsänderungen in Kraft setzte. Die Präsidentschaft auf Lebenszeit wurde dabei beibehalten. Des Weiteren setzte er sich durch die Gründung des Maison Centrale für die Schulausbildung obdachloser Jungen in Form eines Internats durch.
Riché war jedoch zu dieser Zeit bereits stark erkrankt. Wenige Tage nach seiner Rückkehr von einer Reise in den Norden Haitis verstarb er am 27. Februar 1847 in Port-au-Prince.